# 阿哈尔维尔
阿哈尔维尔，是西班牙马德里自治区的一个市镇，距离马德里33.2公里。总面积20平方公里，总人口 	4261人（2013年），人口密度217人/平方公里。